# سورل (لوئیزیانا)
سورل (به انگلیسی: Sorrel) شهری در ایالت لوئیزیانا کشور ایالات متحده آمریکا است که جمعیت آن در سرشماری سال ۲۰۱۰ میلادی، ۷۶۶ نفر بوده‌است.